# Jánoskúti Márta
Jánoskúti Márta (Budapest, 1942. április 4. –) a Nemzet Művésze címmel kitüntetett, Kossuth- és Jászai Mari-díjas magyar jelmeztervező.

## Életpályája
Érettségi után az Iparművészeti Főiskola jelmeztervezői szakára jelentkezett 1961-ben. 1966-ban végzett, majd 1966-tól 1970-ig a szolnoki Szigligeti Színház jelmeztervezője, 1970-ben pedig a Vígszínház tervezője lett. Tervezett jelmezeket más budapesti és vidéki színházaknak, valamint filmek és tévéjátékok számára is. A nizzai Operaháznak két operához tervezett jelmezeket, s több kooprodukciós filmben is közreműködött Spanyolországban, és Jugoszláviában. 1979-től az Iparművészeti Főiskola jelmeztervezés tanára. Jelmezeiből 1989-ben önálló kiállítása volt Székesfehérváron, 1993-ban Koppenhágában, 2000-ben, 2001-ben és 2008-ban pedig Budapesten. Párizsban, Prágában, Újvidéken és Miskolcon voltak csoportos kiállításai.

## Színpadi tervezései
- Arthur Miller: A salemi boszorkányok
- Illyés Gyula: Tiszták
- Örkény István: Macskajáték
- Déry Tibor–Presser Gábor: Képzelt riport egy amerikai popfesztiválról (Szegedi Nemzeti Színház)
- William Shakespeare: Antonius és Cleopatra
- Gombrowicz: Operett
- Dosztojevszkij–Ljubimov: Bűn és bűnhődés
- Kleist: Homburg hercege
- Dürrenmatt: Az öreg hölgy látogatása
- Cavalli: Ormindo
- Verdi: Az álarcosbál (Erkel Színház)
- Bulgakov: Álszentek összeesküvése (Katona József Színház (Budapest))
- David Hare: Amy világa (Budapesti Kamaraszínház)
- Frances Goodrich–Albert Hackett: Anna Frank naplója (Budapesti Kamaraszínház)
- Ernst Thomas: Aranytó (Vörösmarty Színház)
- Harold Pinter: Árulás (Pesti Színház)
- Francis Veber: Balfácánt vacsorára! (József Attila Színház)
- Katona József: Bánk bán (Kecskeméti Katona József Nemzeti Színház)
- Jean Racine: Bereníké (Budapesti Kamaraszínház)
- David Hirson: A bohóc (Kecskeméti Katona József Nemzeti Színház)
- Gotthold Ephraim Lessing: Bölcs Náthán (Pesti Színház)
- Petrovics Emil: C'est la guerre (Magyar Állami Operaház)
- Kálmán Imre: A cigányprímás (Kecskeméti Katona József Nemzeti Színház)
- Eisemann Mihály: Egy csók és más semmi (Vígszínház)
- Zerkovitz Béla: Csókos asszony (Kecskeméti Katona József Színház)
- Georg Büchner: Danton halála (Kecskeméti Katona József Nemzeti Színház)
- Spiró György: Elsötétítés (Pesti Színház)
- Friedrich Schiller: Don Carlos (Szegedi Nemzeti Színház)
- Molière: Don Juan (Kecskeméti Katona József Színház)
- Hanoch Levin: Az élet mint olyan (Pesti Színház)
- Előre hát, fiúk! (Kecskeméti Katona József Színház)
- Spiró György: Elsötétítés (Pesti Színház)
- Eisemann Mihály: Fekete Péter (Vígszínház)
- Hunyady Sándor: Fekete szárú cseresznye (szolnoki Szigligeti Színház)
- Albert Camus: A félreértés (Vígszínház)
- Beaumarchais: Figaro házassága avagy egy őrült naplója (Kecskeméti Katona József Színház)
- Thuróczy Katalin: Finálé (Budapesti Kamaraszínház – Ericsson Stúdió)
- Terence McNally: Frankie és Johnny (Budapesti Kamaraszínház – Shure Stúdió)
- Neil Simon: Furcsa pár (Vígszínház)
- Shakespeare: Hamlet, dán királyfi (Budapesti Kamaraszínház – Tivoli)
- Grimm fivérek: Hamupipőke (Vígszínház)
- Richard Alfieri: Hat hét, hat tánc (Gyulai Várszínház)
- Huncut a lány (Budapesti Kamaraszínház – Shure Stúdió)
- A hűtlenek (Vígszínház)
- Molnár Ferenc: Játék a kastélyban (Vígszínház)
- Woody Allen: Játszd újra, Sam! (Vígszínház)
- Dosztojevszkij: A Karamazov testvérek (Vígszínház)
- Márai Sándor: Kassai polgárok (Budaörsi Játékszín)
- Heinrich Böll: Katharina Blum elveszett tisztessége (Pesti Színház)
- Carlo Goldoni: A kávéház (Vígszínház)
- Bartók Béla: A kékszakállú herceg vára (Magyar Állami Operaház)
- Andersen: A király meztelen (Kecskeméti Katona József Színház)
- Victor Hugo: A királyasszony lovagja (Békés Megyei Jókai Színház)
- Henrik Ibsen: Kísértetek (Budapesti Kamaraszínház – Shure Stúdió)
- Karl Von Gutzkow: A kitaszított (Budapesti Kamaraszínház – Tivoli)
- Marie Jones: Kövekkel a zsebében (Pesti Színház)
- Horváth Károly: Laura (Kecskeméti Katona József Színház)
- Tolsztoj: Legenda a lóról (Vígszínház)
- Móricz Zsigmond: Légy jó mindhalálig! (József Attila Színház)
- Spiró György: Liliomfiék az Alföldön, avagy Fogadó a Nagy Kátyúhoz (Kecskeméti Katona József Színház)
- Lehár Ferenc: Luxemburg grófja (Budapesti Operettszínház)
- Louis Feydeau: Meglőttük a fényes sellőt (Kecskeméti Katona József Színház)
- Terence McNally: Mesterkurzus (Miskolci Nemzeti Színház)
- Thornton Wilder: A mi kis városunk (Pesti Színház)
- Shakespeare: Minden jó, ha vége jó (Vígszínház)
- Ray Cooney: A miniszter félrelép (József Attila Színház)
- Molière: Mizantróp (Az új embergyűlölő) (Kecskeméti Katona József Színház)
- fejes Endre: Mocorgó (Budapesti Kamaraszínház – Tivoli)
- Neil LaBute: A modell (Pesti Színház)
- Robert Bolt: Morus (Budapesti Kamaraszínház – Tivoli)
- Csongrádi Kata: A Nofretéte-akció (Budapesti Kamaraszínház – Tivoli)
- Henrik Ibsen: Nóra (Vígszínház)
- Thomas Bernhard: Nyugállomány előtt (Budapesti Kamaraszínház – Shure Stúdió)
- James Goldman: Az oroszlán télen (Vörösmarty Színház)
- Görgey Gábor: Örömállam (Budapesti Kamaraszínház – Shure Stúdió)
- Békés Pál: Össztánc (Vígszínház)
- Presser Gábor–Sztevanovity Dusán–Horváth Péter: A padlás (Vígszínház)
- Henrik Ibsen: Patkányiszony (Budapesti Kamaraszínház – Shure Stúdió)
- Örkény István: Pisti a vérzivatarban (Vígszínház)
- Ingmar Bergman: Próba után (Budapesti Kamaraszínház – Ericsson Stúdió)
- Lillian Hellman: Rejtett játékok (Pesti Színház)
- Gogol: A revizor (Vígszínház)
- William Shakespeare: Rómeó és Júlia (Kecskeméti Katona József Színház)
- Martin Sherman: Rose – Másrészt viszont… (Budapesti Kamaraszínház – Shure Stúdió)
- Ivan Menchell: Sírpiknik (Thália Színház)
- Jerzy Andrzejewski: Sötétség borítja a Földet (Thália Színház)
- Gurney A.R.: Sylvia (Vígszínház)
- Pozsgai Zsolt: Szabadságharc Szebenben (Kecskeméti Katona József Színház)
- Joanna Murray - Smith: Szenvedély (Pesti Színház)
- Nádas Péter: Találkozás (Budapesti Kamaraszínház – Tivoli)
- Puccini: Turandot (Magyar Állami Operaház)
- Puccini: Turandot (Erkel Színház)
- Heltai Jenő: Tündérlaki lányok (szolnoki Szigligeti Színház)
- Molière: Úrhatnám polgár (Vígszínház)
- Kisfaludy Károly: Csalódások (Agria Játékszín, Eger)
- Szigligeti Ede: Liliomfi (Agria Játékszín, Eger)
- Száraz György: Gyilkosok (Agria Játékszín, Eger)
- Török Rezső: Péntek Rézi (Békés Megyei Jókai Színház)
- Mozart: Szöktetés a szerájból (Debreceni Csokonai Színház)
- Lehár Ferenc: A mosoly országa (Szegedi Szabadtéri Játékok)
- Székely János: Hugenották (Gyulai Várszínház)

## Filmek

### Játékfilmek
- Minden kezdet nehéz (1966)
- Yerma (1984)
- Hajnali háztetők (1986)
- A másik ember (1988)
- Ismeretlen ismerős (1989)
- A csalás gyönyöre (1992)
- Vigyázók (1993)
- Minden úgy van, ahogy van (1994)
- Esti Kornél csodálatos utazása (1995)
- VII. Olivér (2001)
- Tréfa (2009)

### Tévéfilmek
- Tudós nők (1975)
- Edith és Marlene (1992)
- Szökevény (1993)
- Feltámadás Makucskán (1994)
- Isten madárkái (1994)
- Ebéd (2005)
- Örkény lexikon (2007)
- Májusi zápor (2009)

## Díjai
- Jászai Mari-díj (1981)
- Érdemes művész (1988)
- A Magyar Köztársasági Érdemrend kiskeresztje (1994)
- Ruttkai Éva-emlékdíj (1995)
- Kossuth-díj (2009)
- A Nemzet Művésze (2014)